# Phortioeca phoraspoides
Phortioeca phoraspoides är en kackerlacksart som först beskrevs av Walker, F. 1871.  Phortioeca phoraspoides ingår i släktet Phortioeca och familjen jättekackerlackor. Inga underarter finns listade i Catalogue of Life.